# Giovanni Benelli
Giovanni Benelli (Poggiole di Vernio, 12 de maio de 1921 – Florença, 26 de outubro de 1982) foi um cardeal italiano, arcebispo de Florença e considerado como papabile no conclave de agosto de 1978.

## Biografia
Nascido em Poggiole di Vernio, vinculado à diocese de Pistóia, foi batizado no dia seguinte ao seu nascimento, na Igreja de São Leonardo em San Quirico di Vernio. Era o mais novo de cinco irmãos e seu tio, Guido Benelli, entrou para a Ordem dos Frades Menores, tendo morrido em santidade.
Deu entrada no Seminário Diocesano de Pistóia em 18 de outubro de 1931, onde iniciou seus estudos fundamentais. Em 23 de dezembro de 1939, recebe a tonsura clerical. Entre 1943 e 1947, estudou na Pontifícia Universidade Gregoriana, em Roma, concluindo seus estudos religiosos na Pontifícia Academia Eclesiástica, também em Roma.
Ordenado em 31 de outubro de 1943, na igreja paroquial de Poggiole di Vernio, por Giuseppe Debernardi, bispo de Pistoia, com dispensa por não ter ainda atingido a idade canônica.

## Vida religiosa

### Sacerdócio
Realizou trabalhos pastorais na diocese de Roma, entre 1943 e 1950. Nomeado secretário particular de Giovanni Battista Montini em 1 de agosto de 1947, Benelli mais tarde foi elevado à categoria de Monsenhor em 16 de julho de 1950. Ele serviu como secretário de nunciaturas para Irlanda (1950–1953) e França (1953–1960). Benelli foi então apontado para os seguintes cargos: auditor da nunciatura para o Brasil (1960–1962), conselheiro da Nunciatura Apostólica na Espanha (1962–1965), e observador permanente da Santa Sé para a UNESCO em Paris (1965–1966).

### Episcopado
Consagrado arcebispo-titular de Tusuro e nomeado pró-núncio apostólico no Senegal e delegado apostólico para a África Ocidental em 11 de junho de 1966, sendo consagrado em 11 de setembro de 1966, em Roma, pelo cardeal Amleto Giovanni Cicognani, cardeal-bispo da suburbicária de Frascati e Cardeal Secretário de Estado, assistido por Pietro Sigismondi e por Mario Longo Dorni. Foi nomeado Substituto da Secretaria de Estado em 29 de junho de 1967, cargo que exerceu até 1977. Transferido para a sede metropolitana de Florença em 3 de junho de 1977, foi proclamado cardeal no consistório realizado em 27 de junho de 1977.

### Cardinalato
Foi-lhe conferido o barrete cardinalício na mesma data do consistório, com o título de cardeal-padre de Santa Prisca. Participou da IV Assembleia Ordinário do Sínodo Mundial dos Bispos. Com a morte do Papa Paulo VI, participou do conclave de agosto de 1978 como cardeal-eleitor. Por sua posição moderada, era considerado líder da ala menos conservadora da Igreja. Além dessa característica, tinha origem italiana, como os últimos Papas (desde 1522, com a eleição do Papa Adriano VI, não era eleito um Papa não-italiano), fatores que o tornaram um dos papabile. Entretanto, durante a eleição do novo Papa, Benelli apoiou o Patriarca de Veneza Albino Luciani, eleito Papa João Paulo I. Participou ainda do conclave de outubro de 1978, quando Karol Wojtila foi eleito Papa João Paulo II. Participou da I Assembleia Plenária do Sagrado Colégio Cardinalício em 1979 e da V Assembleia Ordinário do Sínodo Mundial dos Bispos, em 1980.
Manteve-se como cardeal-arcebispo de Florença até 1982, quando sofreu um ataque cardíaco. Jaz hoje na Basílica di Santa Maria del Fiore, em Florença.